# Marijan Domić
Marijan Domić (Zagreb, 9. svibnja 1934. – Zagreb, 6. kolovoza 2011.) bio je 
hrvatski trubač, glazbeni pedagog, skladatelj i aranžer. Bio je jedan od najtraženijih hrvatskih jazz-glazbenika, a kao trubač je svirao u mnogim ansamblima i orkestrima te redovito nastupao na svim jazz-festivalima u bivšoj Jugoslaviji. Ostvario je i zapaženu međunarodnu karijeru, a osobitu je popularnost stekao sredinom 1960-ih, posebice interpretacijom skladbe Tišina (tal. Il silenzio), velikom uspješnicom talijanskog trubača i skladatelja Ninija Rossa.

## Životopis
Marijan Domić je već kao šestgodišnjak počeo učiti glasovir u Gradskoj muzičkoj školi Zagreb (danas Glazbena škola Pavla Markovca). Uz glazbu ga je zanimala još i kemija te je završio i Srednju tehničku školu. Potom se, kao kemijski tehničar, zaposlio u tvrtkama Jugovinil i Pliva. No interes za glazbu ipak nije izgubio: slušajući ploče slavnih jazz-glazbenika te oduševljen legendarnim glazbenim filmovima Bal na vodi (engl. Bathing Beauty, 1944.) s orkestrom trubača Harryja Jamesa i Mladić s trubom (engl. Young Man with a Horn, 1950.) s Kirkom Douglasom u glavnoj ulozi, odlučio je naučiti svirati trubu. U početku je bio samouk, ali je ubrzo i studioznije prionuo učenju trube kod profesora Jaroslava Kubičeka na Glazbenoj školi Pavla Markovca u Zagrebu. Kasnije je s odličnim uspjehom diplomirao trubu na zagrebačkoj Muzičkoj akademiji u klasi prof. Stanka Selaka.
Uspješnu trubačku karijeru započeo je svirajući u zagrebačkim plesnim dvoranama kao član raznih malih sastava. Uskoro je postao članom glasovitoga tenteta pijanista i trombonista Zvonimira Skerla, a 1956. svirao je u Akademskom plesnom orkestru Dušana Hrena na Bledu. Potom je svirao i u dixieland ansamblu slovenskoga klarinetista Loče Stiplošeka, s kojim je nastupao u tadašnjoj SR Njemačkoj. Nakon kraćeg boravka u Njemačkoj, prihvatio je poziv Bojana Adamiča i postao stalnim članom Plesnog orkestra RTV Ljubljana. U tom je orkestru Domić ostao sve do odlaska na odsluženje vojnoga roka u Zemun, u kojem je ubrzo osnovao vlastiti kvartet te svirao u orkestru Jugoslovenskog vazduhoplovstva. Po povratku u Zagreb 1960. postaje stalnim članom Plesnog orkestra RTV Zagreb, u kojem je djelovao sve do 1978. godine. U međuvremenu je bio i članom noneta Zlatka Kružića, malih sastava Drage Diklića te orkestara Tomice Simovića i Stanka Selaka. Neko je vrijeme vodio i vlastiti septet, a rado je surađivao i s mnogim tada vrlo popularnim estradnim pjevačima i glazbenicima, primjerice Slavkom Perovićem, Mikijem Jevremovićem, Josipom Lisac i novovalnim sastavom Azra.
Od godine 1960. do 1966. osobito su bili hvaljeni Domićevi nastupi s raznim sastavima na festivalima jazza na Bledu: tu ga je već u početku – uz nekoliko drugih vrlo dobrih trubača – zapazio Joachim-Ernst Berendt, poznati njemački glazbeni urednik i producent regionalne radijske postaje u Baden-Badenu. On ga je, kao jednog od devetorice najboljih koje je čuo u programima bledskoga festivala, pozvao da nastupi u njegovim redovitim radijskim emisijama o jazzu. Ti su nastupi uvelike pridonijeli Domićevoj međunarodnoj afirmaciji. U to je vrijeme s vlastitim septetom nastupio i u televizijskoj emisiji Jazz scena, prvoj i tada jedinoj emisiji Televizije Zagreb posvećene jazzu. Istodobno je bio i članom Studijskoga jazz-orkestra Silvija Glojnarića, s kojim je uskoro snimio i ploču. Kao solist je nekoliko puta nastupio i u popularnim emisijama francuskoga jazz-pijanista Jacquesa Diévala, a kao jedini predstavnik tadašnjeg tzv. istočnoeuropskog jazza bio je pozvan u europski All Star Orchestra londonskoga BBC-a. Godine 1972. je također bio i članom YU All Stars Big Banda u Beogradu, a iste je godine s Plesnim orkestrom RTV Zagreb nastupio i na otvaranju Olimpijskih igara u Münchenu. Od jeseni 1980. do prestanka aktivne sviračke karijere bio je i dirigent Društvenoga jazz orkestra Hrvatskoga glazbenog zavoda i član sastava Dixie Swingers. Niz godina posvetio je i pedagoškom radu te bio profesorom trube na Glazbenoj školi Vatroslava Lisinskog u Zagrebu.
Marijan Domić bio je jedan od najboljih hrvatskih trubača, a mnogi će ga se naraštaji hrvatskih džezista sjećati po logičnim, jasnim i izražajnim melodijskim improvizacijama. U povijesti hrvatskog jazza i zabavne glazbe ostat će zapamćen i kao autor brojnih obrada i nekoliko skladba, među kojima su najpoznatije: Alka, Blues, Stari taxi, Žena u plavom, U osvit zore i Vremeplov.

## Vanjske poveznice
- Cantus – novine Hrvatskoga društva skladatelja, br. 170, 10/2011.  Arhivirana inačica izvorne stranice od 12. ožujka 2014. (Wayback Machine) / Dubravko Majnarić: »In memoriam Marijan Domić« (životopis)
- [neaktivna poveznica] (životopis)
- HDS ZAMP: Marijan Domić (popis djela)
- Discogs: Marijan Domić (diskografija) (engl.)
- YouTube: Marijan Domić – Tišina (1965.)
- YouTube: Marijan Domić – Iluzionist (1965.)